# Trouble (песня Coldplay)
«Trouble» — песня британской рок-группы Coldplay из их дебютного студийного альбома Parachutes. Квартет написал и продюсировал её вместе с британским продюсером Кеном Нельсоном.
Аранжировка песни построена вокруг акустического фортепиано. Композиция была выпущена 23 октября 2000 года как третий сингл с альбома, заняв десятое место в UK Singles Chart и став вторым синглом группы в десятке лучших в стране. Хотя «Trouble» не попала в большинство хит-парадов США, музыкальная пресса сочла его почти таким же успешным, как и его предшественник «Yellow».
Было выпущено два разных музыкальных видеоклипа: один для Европы и другой для США. Второй в настоящее время является единственным, доступным на официальном канале группы на YouTube. Существует также сопутствующий релиз под названием Trouble – Norwegian Live EP, который вышел летом 2001 года и состоял из пяти треков, записанных группой вживую в Rockefeller Music Hall в Осло. Он был выпущен исключительно в Норвегии и стал четвёртым мини-альбомом Coldplay и первым концертным релизом.

## История создания
В нашей группе было несколько неприятных ситуаций… песня о том, что порой мы ведём себя нехорошо по отношению к тем, кого любим, и я сам так вёл себя с другими членами команды. Полагаю, она описывает ситуацию, когда я вёл себя как идиот.Крис Мартин
Британский продюсер Кен Нельсон и Coldplay спродюсировали «Trouble» для своего дебютного студийного альбома Parachutes. Трек перезаписывался четыре раза, прежде чем группа получила желаемый вариант: первые три версии оказались «нерабочие». Последний дубль был записан с помощью Pro Tools с использованием шейкера, чтобы придать записи ритм. Инструментальная версия была записана в маленькой деревянной комнате; Уилл Чемпион играл на ударных, а Мартин — на фортепиано. После записи бас-гитары Гая Берримана лид-гитарист Джонни Бакленд добавил гитарную партию. При записи фортепианной части трека группа использовала два микрофона — один звучал ярче, а другой — полнее. Нельсон, который хотел, чтобы песня была простой, тщательно выбирал для сведения микрофон с более полным звуком.
«Trouble» был сведён в Нью-Йорке американским инженером по микшированию Майклом Брауэром. Первоначальная версия, которую отправили обратно Coldplay и Нельсону, не соответствовала их желаемому качеству, поэтому её пришлось переделать. По словам Нельсона, «композиция была слишком смешанная: вокал был чрезмерно сжат, а фортепиано слишком яркое». Несмотря на это, Нельсон не винил Брауэра в том, что он записывал альбом, когда трек микшировался.

## Композиция
Я никогда не хотел причинять тебе неприятности,

Я никогда не хотел сделать тебе плохого,

И если я все же когда-то вовлек тебя во что-то неприятное,

Я не хотел причинить тебе вред...
I never meant to cause you trouble,

And I never meant to do you wrong,

And I, well if I ever caused you trouble,

Oh no, I never meant to do you harm.
В тексте песни есть «более мягкие эмоциональные темы», включая извинения, безответную любовь и тоску. Её музыкальная среда следует минималистическому подходу. «Trouble» построен вокруг фортепианного риффа с очень низким фоном малого барабана. Секция малого барабана, как правило, становится не слышна, когда вступают гитары. Согласно опубликованным нотам, тактовый размер песни соответствует обычному размеру 4/4 с темпом семьдесят ударов в минуту. Вокальный диапазон Мартина в записи простирается от Фа-диез третьей до ноты Ля четвёртой октавы, самая высокая нота исполняется с использованием фальцетного регистра, несмотря на то, что Мартин может достигать этой ноты полным голосом.
«Trouble» имеет самый обширный вокальный диапазон Криса Мартина за всю историю существования Coldplay.

## Выпуск
Песня «Trouble» была выпущена как сингл в поддержку дебютного альбома группы Parachutes 23 октября 2000 года в Великобритании и 30 июля 2001 года в США. В связи с популярностью трека летом 2001 года был выпущен первый концертный мини-альбом Trouble — Norwegian Live EP. В 2003 году песня была включена в концертный альбом Coldplay Live 2003, где идёт пятым произведением.
Как и в случае с другими своими песнями, Coldplay отказались принимать предложения использовать «Trouble» в рекламных целях. В 2004 году группа отклонила многомиллионное предложение от Diet Coke и Gap на использование данной композиции и «Don’t Panic», четвёртого сингла с Parachutes. Они попросили менеджера Фила Харви не направлять им такие предложения, потому что «обсуждение может привести к компромиссу», чего группа категорически боялась. Американский актёр Сильвестр Сталлоне думал использовать трек в качестве саундтрека к своему фильму «Гонщик», но группа также отказалась. Несмотря на это, песня прозвучала в финале первого сезона телесериала «Щит» студии FX.

## Приём
| Оценки критиков       | Оценки критиков |
| Источник              | Оценка          |
| --------------------- | --------------- |
| Allmusic              | [ 9 ]           |
| Пользователи Allmusic | [ 10 ]          |

Композиция «Trouble» приобрела коммерческий успех. Она заняла десятое место в UK Singles Chart, став вторым синглом группы в десятке лучших в Великобритании после «Yellow». Исполнение «Trouble» привело к «колоссальным» продажам Parachutes в Соединённом Королевстве и Италии, а британская группа Lost Witness выпустила её ремикс, ставший «невероятным гимном танцпола». Ви Бёрд из электронного журнала Drowned in Sound дал оценку песне в восемьдесят процентов из ста, отметив, что группе повезло выпустить «подходящий сингл в подходящее время».
Американский потоковый сервис AllMusic дал оценку композиции в две звезды из пяти, однако сингл поднялся до четырёх с половиной звёзд, согласно оценке пользователей сайта. Российский журналист и владелец магазина комиксов «Чук и Гек», Иван Чернявский, поведал, что считает «Trouble» лучшим произведением группы для концертов и порекомендовал квартету почаще петь её вживую. Российский веб-сайт ModernRock добавил «Trouble» в список лучших песен Coldplay. После успешного выпуска трёх синглов группа решила отказаться от своих первоначальных планов по выпуску в Соединённом Королевстве четвёртого сингла с альбома — «Don’t Panic». Однако трек в конечном итоге был выпущен в большинстве европейских регионов.
В Соединённых Штатах сингл был почти так же успешен, как и «Yellow». Он достиг двадцать третьего места в чарте Billboard Adult Top 40 и двадцать восьмого места в Billboard Modern Rock Tracks. Мартин утверждал, что сингл спас их от того, чтобы стать группой одного хита (сингла «Yellow»). Группа не думала, что это «отличный хит», и не предполагала, что он будет хорошо продаваться в Соединённых Штатах.
В 2015 году британская фанк-исполнительница Cooly G записала свою версию «Trouble» для своего дебютного полноформатного альбома Playin 'Me.

## Видеоклипы
Оригинальную европейскую версию видеоклипа «Trouble» сняла британский режиссёр Софи Мюллер. В ней Мартин изображён на тёмном складе привязанным верёвками к стулу заключённым, которого на морозе объезжают машины. Другие участники группы видны на верхнем этаже, где Бакленд и Чемпион в замедленной съёмке борются с бас-гитаристом Гаем Беррименом, привязывая его к другому стулу и заставляя смотреть вперёд. В этот момент из-за борьбы Мартина его стул опрокидывается, и он падает на землю боком. Он поёт последнюю строку песни («They spun a web for me»), прежде чем тьма резко превращается в дневной свет. Затем открывается восход солнца, но когда камера разворачивается, выясняется, что он фальшивый и является частью большого театрального фона, а Мартин всё ещё лежит на боку, привязанный к стулу.
Американскую версию клипа снял Тим Хоуп. Видеоклип следует мотиву «Don’t Panic», показывая группу в виде двухмерных вырезок. Группа находится в конной повозке, которая едет по лесу. В доме на вершине горы женщина, в исполнении Нерис Дэвис, поливает цветы. Маленькая ворона летит из кареты к дому, где превращается в более грозную птицу. Она пролетает над домом и превращается в чёрное облако, которое проливает дождь на землю. Дождь прожигает маленькие дырочки на тех вещах, на которые попадает, и из дыр торчат вороньи перья. Под конец торнадо поднимает дом с фундамента. Смерч раскручивает дом по небу, а затем роняет точно на обычную пригородную улицу. Визуальные эффекты этого видео принесли Хоупу премию MTV Video Music Award за лучшую художественную постановку в 2002 году. Клип был также номинирован в номинации «Прорывное видео».

## Trouble — Norwegian Live EP
Trouble — Norwegian Live EP — мини-альбом британской альтернативной рок-группы Coldplay, издан летом 2001 года. В него вошло пять треков, записанных на концерте в Rockefeller Music Hall в Осло, Норвегия. Список композиций:
1. «Trouble» (Live) — 4:35
2. «Shiver» (Live) — 5:43
3. «Sparks» (Live) — 3:53
4. «Yellow» (Live) — 5:01
5. «Everything’s Not Lost» (Live) — 6:07

## Список композиций
CD-сингл
1. «Trouble» — 4:33
2. «Brothers and Sisters» — 4:49
3. «Shiver» (версия Джо Уилли в обеденное время в социальных сетях) — 4:21

Австралийский CD-сингл
1. «Trouble» — 4:32
2. «Don’t Panic» — 2:19
3. «Brothers and Sisters» — 4:48
4. «Shiver» (версия Джо Уилли в обеденное время в социальных сетях) — 4:26

## Участники записи
Согласно буклету к виниловому синглу, все четыре участника Coldplay считаются соавторами «Trouble»:
- Крис Мартин — вокал, клавишные, ритм-гитара
- Джонни Бакленд — лид-гитара, клавишные
- Гай Берримен — бас-гитара
- Уилл Чемпион — ударные, перкуссия

## Позиции в хит-парадах
| Хит-парад (2000—2001)             | Высшая позиция |
| --------------------------------- | -------------- |
| Великобритания (UK Rock Chart)    | 1              |
| Великобритания (UK Singles Chart) | 10             |
| Испания                           | 16             |
| Италия                            | 16             |
| Нидерланды (Nederlandse Top 40)   | 38             |
| Нидерланды (Single Top 100)       | 67             |
| Новая Зеландия                    | 36             |
| США (Adult Alternative Airplay)   | 4              |
| США (Adult Top 40)                | 23             |
| США (Alternative Songs)           | 28             |
| США (Bubbling Under Hot 100)      | 15             |
| Франция                           | 60             |
| Швейцария                         | 76             |
| Шотландия                         | 1              |

## Сертификация
Продажи «Trouble» смогли перевалить более пятиста тысяч копий. Сингл получил золотой статус на родине за счёт потоковых трансляций с продажей более 400 тысяч экземпляров, а также в Италии, где продажи составили более двадцати пяти тысяч.
| Страна                                                                                         | Статус  | Продажи |
| ---------------------------------------------------------------------------------------------- | ------- | ------- |
| Великобритания                                                                                 | Золотой | 400 000 |
| Италия                                                                                         | Золотой | 25 000  |
| означает, что данные о партиях продаж и потоковых трансляций основанные только на сертификации |         |         |